# Dioskur (imię)
Dioskur – imię męskie pochodzenia greckiego, oznaczające "syn Zeusa". Istnieje kilku świętych o tym imieniu. Dioskurami nazywano też bliźniaków Kastora i Polideukes (Polluks), ojcem tego ostatniego był właśnie Zeus. 
Dioskur imieniny obchodzi 25 lutego.